# SkyShowtime
SkyShowtime este un serviciu de streaming care este un joint-venture european între Showtime Networks (care aparține de Paramount Global) și Sky Group (care aparține de Comcast). Platforma combină programe de la serviciile de streaming Paramount+ și Peacock. SkyShowtime s-a lansat pe piețele europene în care Sky nu își operează serviciile prin satelit și cablu, telespectatorii din țări precum Regatul Unit și Irlanda având acces atât la Paramount+, cât și la Peacock.
Platforma de streaming a fost lansată în țările din nordul Europei pe 20 septembrie 2022, unde a fost înlocuită platforma Paramount+ existentă anterior. Ulterior, a ajuns în Țările de Jos și Portugalia pe 25 octombrie 2022. Pe 14 decembrie 2022, SkyShowtime s-a lansat în Bosnia și Herțegovina, Bulgaria, Slovenia, Serbia, Croația, Muntenegru și Kosovo. Pe 28 februarie 2023, platforma și-a terminat expansiunea lansându-se în Spania și Andorra.
Pe 10 februarie 2023, SkyShowtime a achiziționat drepturile de streaming la o mulțime de programe originale europene ale HBO Max, inclusiv seriale plănuite inițial pentru lansare pe această platformă înainte de fuziunea Warner Bros. Discovery.
SkyShowtime s-a lansat în România pe 14 februarie 2023.
Două canale liniare, SkyShowtime 1 și SkyShowtime 2, au fost lansate în parteneriat cu Digi pe 25 aprilie 2024 în România.